# Герольдсвиль
Герольдсвиль (нем. Geroldswil) — коммуна в Швейцарии, в кантоне Цюрих.
Входит в состав округа Дитикон. Население составляет 4470 человек (на 31 декабря 2007 года). Официальный код — 0244.